# Maxera subocellata
Maxera subocellata là một loài bướm đêm trong họ Noctuidae.